# Методы педагогической психологии
Методы педагогической психологии — группа исследовательских методов, применяемых в психологии педагогики, воспитания и обучения.
Методы педагогической психологии как прикладной психологической науки принципиально не отличаются от методов общей психологии и других прикладных психологических дисциплин. Вместе с тем, специфической особенностью педагогической психологии является то, что в ней особое внимание уделяется разработке метода формирующего (обучающего) эксперимента, направленного на изучение содержания, структуры и становления понятий и умений (когнитивных, двигательных, контрольных и многих других), формируемых у учащихся в процессе обучения. Появлению формирующего эксперимента предшествовали экспериментально-генетический метод и естественный эксперимент.
Методология педагогической психологии опирается на научные принципы; активно применяются такие классические для психологии методы исследования как наблюдение, беседа, анкетирование, эксперимент и иные.

### Специфика психолого-педагогической методологии
Особенности методик психолого-педагогического исследования определяются, в первую очередь, спецификой предмета исследования. Широко применяется анализ продуктов деятельности обучающихся (анализ результатов решения задач, конспектов, сочинений, продуктов труда, творчества и др.), беседа, анкетирование. Формирующий эксперимент наряду с наблюдением также входит в число наиболее доступных и часто практикуемых методов в педагогической психологии. В то же время все большее распространение в педагогической психологии получает метод тестирования.
Для изучения взаимоотношений обучающихся в классе/группе наряду с длительным наблюдением успешно может использоваться социометрический метод. Применительно к изучению личностных, индивидуальных психологических особенностей обучаемых или их деятельности используется метод обобщения независимых переменных, который требует, например, обобщения данных об одном обучаемом, полученных от разных преподавателей. Обобщать возможно только данные, полученные в различных видах деятельности при прочих равных условиях изучения личности.
Основываясь на методологических принципах психологии, таких как системность, комплексность, принцип развития, а также принцип единства сознания и деятельности, педагогическая психология в каждом конкретном исследовании применяет комплекс методов (частных методик и процедур исследования). Обычно один из методов выступает в качестве основного, а другие являются дополнительными. Целенаправленное исследование в педагогической психологии может взять за основу формирующий эксперимент, а дополнительными к нему окажутся беседа, анализ продуктов деятельности или тестирование. В практической деятельности отдельного преподавателя в качестве основных выступают наблюдение и беседа с последующим анализом продуктов учебной деятельности обучаемых.
Всякое психолого-педагогическое исследование включает как минимум четыре основных этапа:
1. подготовительный (знакомство с литературой, постановка целей, выдвижение гипотез на основе изучения литературы по проблеме исследования, его планирование),
2. собственно исследовательский (например, экспериментальный или социометрический по методу),
3. этап качественного и количественного анализа (обработки) полученных данных и
4. этап интерпретации, собственно обобщения, установления причин, факторов, обусловливающих характер протекания исследуемого явления. Завершается исследование подготовкой письменного текста, в котором приводятся как результаты исследования, так и их анализ.[4]